# Umbrella (chanson de Steve Angello)
Pour l’article homonyme, voir Umbrella.
Singles par Steve Angello
Gypsy
(2007) Be
(2007)
Singles par Sebastian Ingrosso
Get Dumb
(2007) It's True
(2007)
Umbrella est une chanson des DJs suédois de musique house Steve Angello et Sebastian Ingrosso sorti en 2007.

## Classement par pays
| Umbrella (2007)               | Meilleure Position |
| ----------------------------- | ------------------ |
| Espagne (PROMUSICAE)          | 15                 |
| Pays-Bas (Nederlandse Top 40) | 67                 |
| Umbrella remixes (2007)       | Meilleure Position |
| Espagne (PROMUSICAE)          | 11                 |